# أنطونيو فيدال
أنطونيو فيدال (بالإسبانية: Antonio Vidal Caturla)‏ (25 مارس 1923 أليكانتي إسبانيا - 19 أبريل 1999 أليكانتي إسبانيا) هو لاعب كرة قدم إسباني سابق كان يلعب كمهاجم.

## وصلات خارجية
- أنطونيو فيدال على موقع ناشيونال فوتبول تيمز (الإنجليزية)